# Mamífer aquàtic
Els mamífers aquàtics i semiaquàtics són un grup divers de mamífers que viuen parcialment o total en masses d'aigua. Inclouen els mamífers marins, que viuen als oceans, i múltiples espècies que viuen en rius, com l'ornitorrinc, la llúdria comuna i el dofí de l'Amazones.

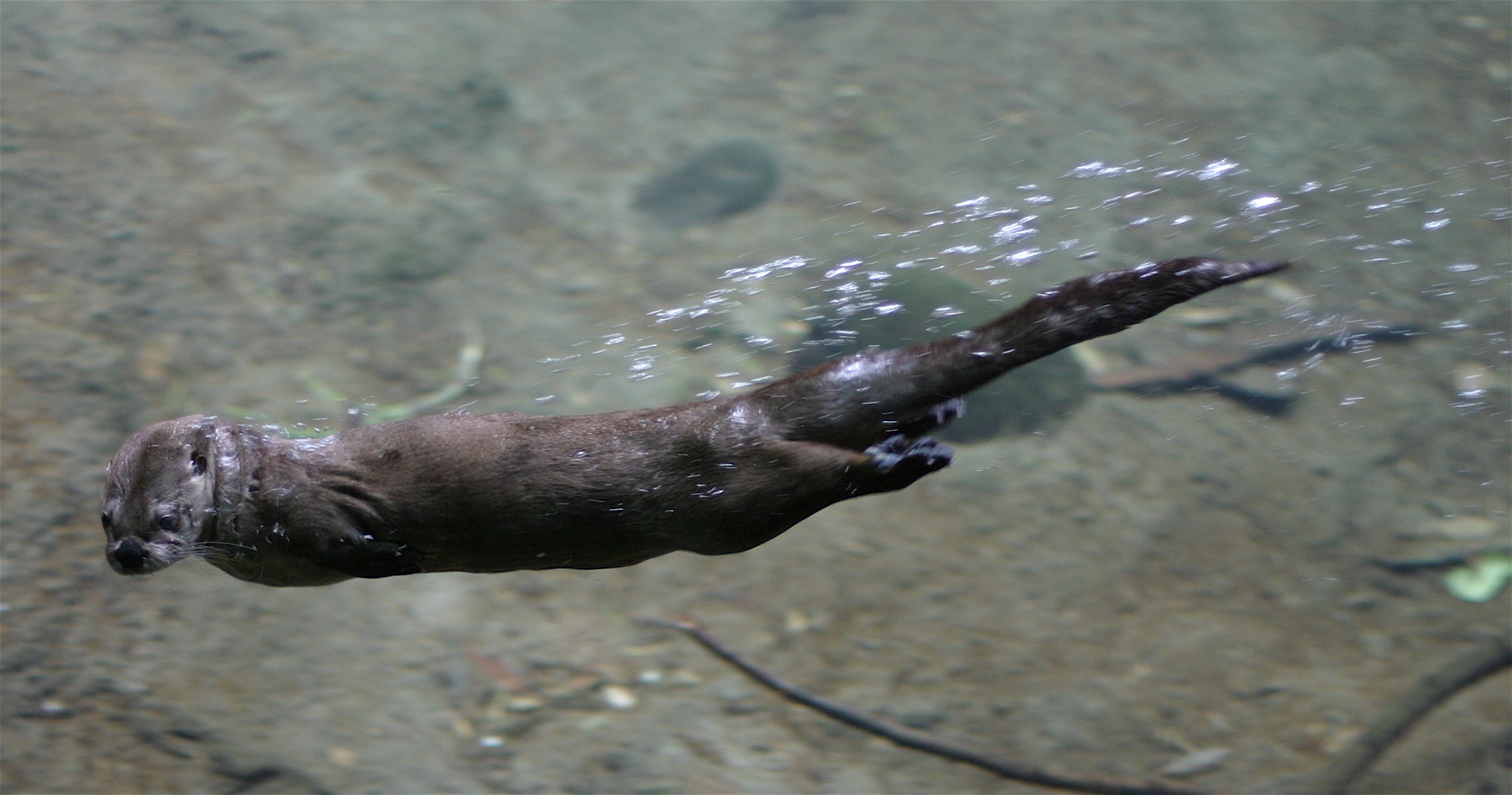
Una llúdria del Canadà (Lontra canadensis) al Zoo d'Oregon
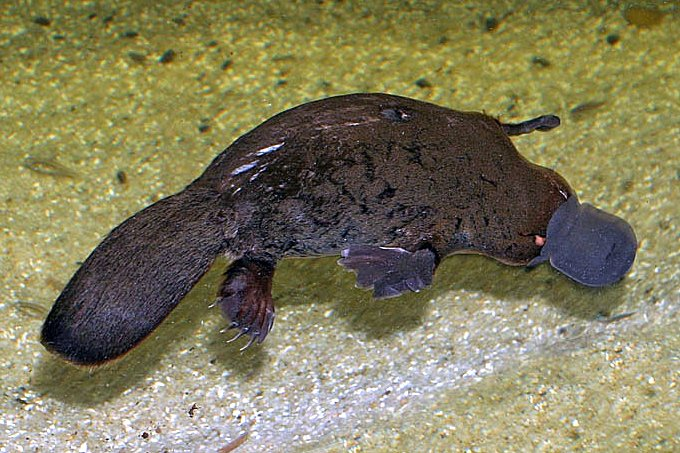
Un ornitorrinc (Ornithorhynchus anatinus) a l'Aquari de Sydney
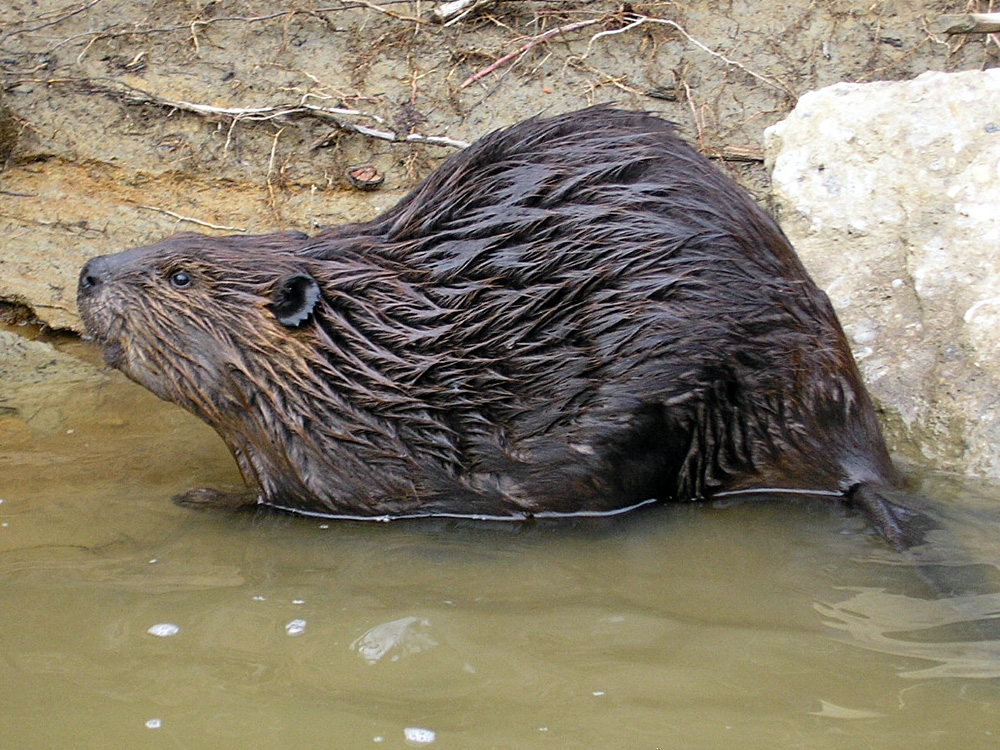
Un castor americà (Castor canadensis)